# Eilema cana
Eilema cana är en fjärilsart som beskrevs av George Francis Hampson 1896. Eilema cana ingår i släktet Eilema och familjen björnspinnare. Inga underarter finns listade i Catalogue of Life.